# Mitニュース
mitニュース（ミットニュース）は、岩手めんこいテレビで放送されていたニュース番組。

## 放送時間
- 毎日 20:54 - 21:00（特番編成により休止の場合もあり）
  - 平日（月曜 - 金曜）は岩手県内のニュースを放送。ニュース終了後に天気予報を放送。
    - なお、長時間番組放送時に中断してニュースを放送する場合はフジテレビ発のニュース[1]をタイトルの差替えをせずに放送していた。天気予報は差替えをしていた。

  - 土日はフジテレビ発のニュース[1]を、タイトル差替えで同時ネット。天気予報は差替え。
  - 2015年3月で当該時間のローカルニュース放送は終了。「こんやのニュース」以後は、平日も含めてタイトルの差替えをせずにキー局の同時ネットに切り替えるが、「mitあすの天気」は継続。2018年3月にフジテレビがこの枠のニュースを廃止した際、天気予報のみ単独番組として継続。2019年4月以降、「あすの天気」は22:54に移動し、20:54の枠はキー局の同時ネット（20時台の番組のエンディング部分）に復した。

- 日曜 6:00 - 6:15、11:50 - 12:00　
  - 「FNN mitニュース」として放送（「産経テレニュースFNN」のタイトル差替え）。
  - 1992年3月までは土曜昼枠、1997年9月までは土曜朝枠の「産経テレニュース」も当該タイトルに差し替えて放送。
  - 2016年3月で「産経テレニュース」が終了して朝枠は「FNNニュース」、昼枠は「FNNスピークWeekend」となった際にタイトルの差替えを終了し、「mitニュース」としての放送が終了した。